# Simpang Tiga (Tulung Selapan)
Simpang Tiga is een bestuurslaag in het regentschap Ogan Komering Ilir van de provincie Zuid-Sumatra, Indonesië. Simpang Tiga telt 1657 inwoners (volkstelling 2010).